# Анкаван
Анкава́н (арм. Հանքավան) — посёлок в Армении, в Котайкской области, в живописной долине реки Мармарик. Центр находится на расстоянии 85 км к северу от Еревана, на высоте 1900 м от уровня моря.

## География
Посёлок Анкаван входит в административный район Раздана и находится на расстоянии 40 км от районного центра города Раздан.
Богатая окружающая растительность, с пышной зеленью, цветами и множеством красивых оврагов и ущелий, окруженных густыми дремучими лесами, придают этим местам восхитительную красоту.
Наличие многочисленные источников сладковатых на вкус и минеральных вод, фонтанирующих источников термальных минеральных вод и местные ландшафтные и климатические факторы создают все необходимые предпосылки для строительства и развития первоклассной климатическо-бальнео-питьевой здравницы. Учитывая все это, решено долину реки Мармарик длиной 25 км в ближайшем будущем превратить в просторную оздоровительную зону.

## Климат
Окрестный климат села Анкаван умеренно влажный, лето прохладное, зима умеренно холодная. Годовое количество атмосферных осадков доходит до 600—700 мм, длительность солнечного сияния 2400—2500 часов. Средняя годовая амплитуда температуры воздуха доходит до 20—22 °C. Зима мягкая, весьма снегообильная (предельная толщина снежного слоя доходит до 150 см), продолжительная, но безветренная. Снег начинает выпадать в ноябре, однако стабильное снежное покрытие оседает в декабре. Таяние снега начинается в марте, с этого же времени средняя дневная температура воздуха поднимается до 0 °C. В конце весны и начале лета идут проливные дожди, переход от весны к лету происходит незаметно, со второй половины июня.
Лето отличается относительно повышенной влажностью. Средняя температура августа равна 16—18 °C (максимальная температура равна 22 °C).
В конце первой половины сентября наблюдаются первые заморозки, и с этого периода наступает осень.
Во второй половине осени увеличивается число дождливых и облачных дней.

## Геология и гидрогеология
По данным академика К. Н. Пафенгольца с геологической точки зрения минеральные источники Анкавана относятся к северо-восточной ветви Мисхано-Арзаканской антиклинали. Они состоят из кембрийской и докембрийской метаморфической слоистой горной гряды. Указанный пласт пронизан палеозойскими гранитами, проницаемость которых послужила основой возникновения метаморфических слоистых гор.

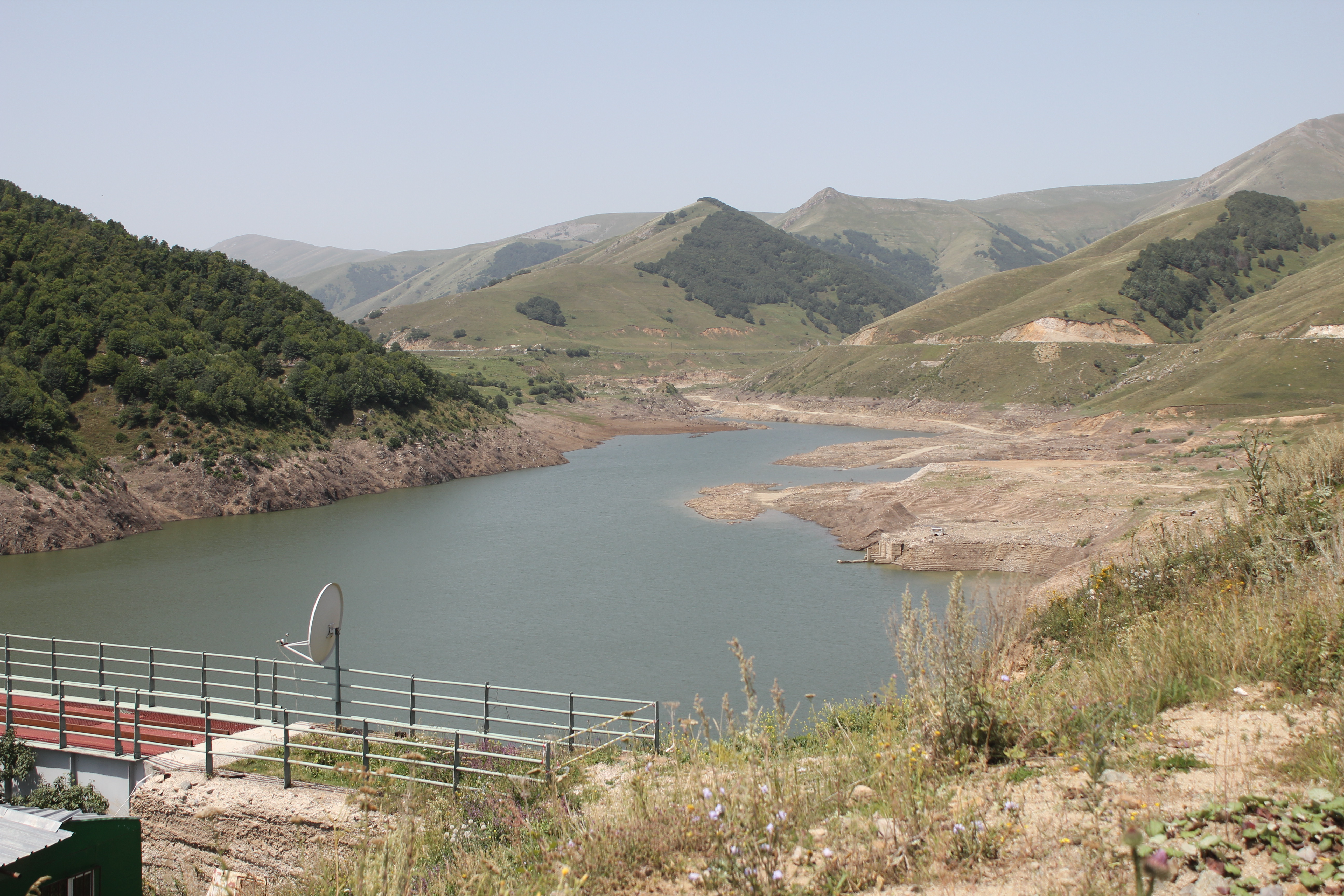
Мармарикское водохранилище
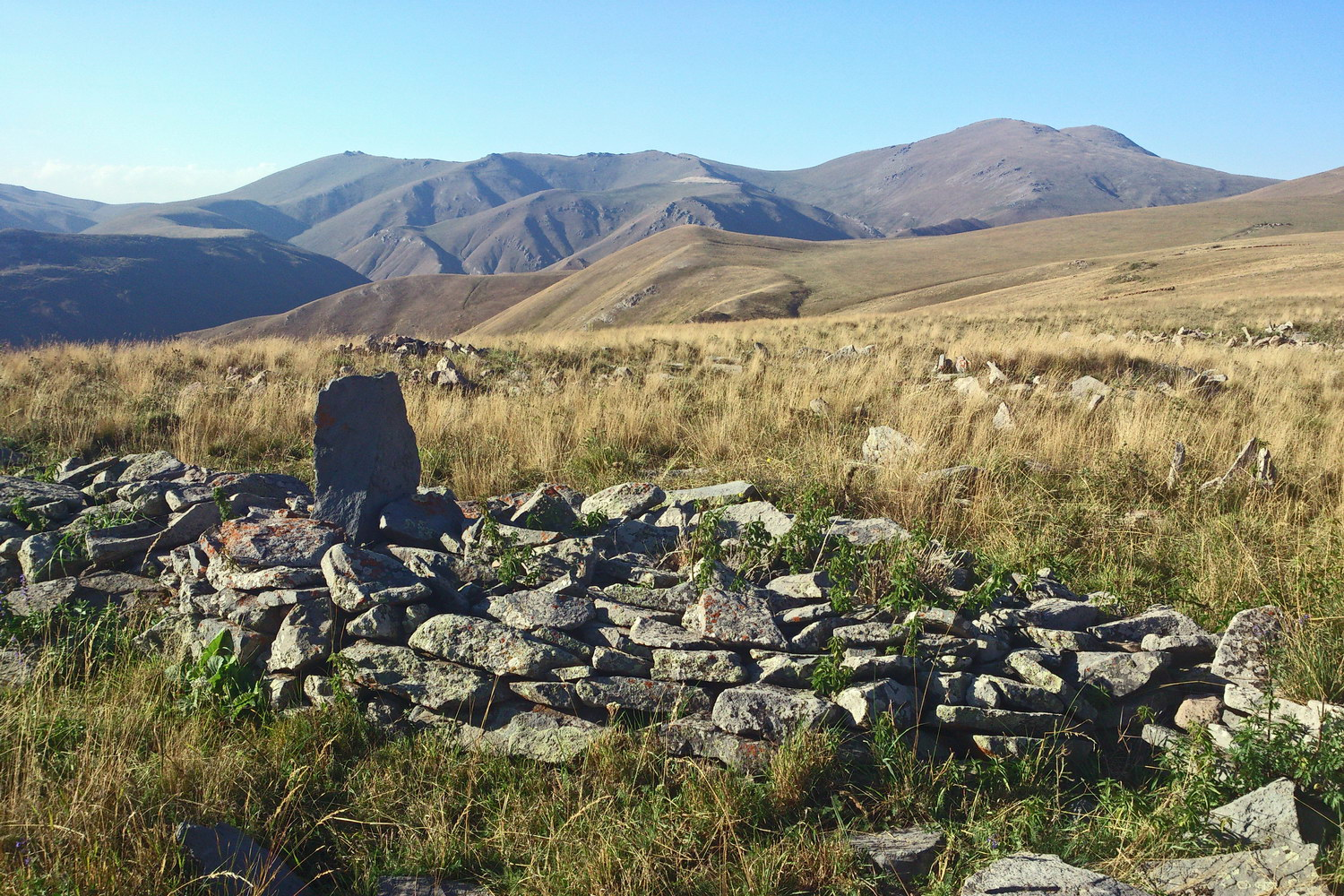
Мусульманское кладбище
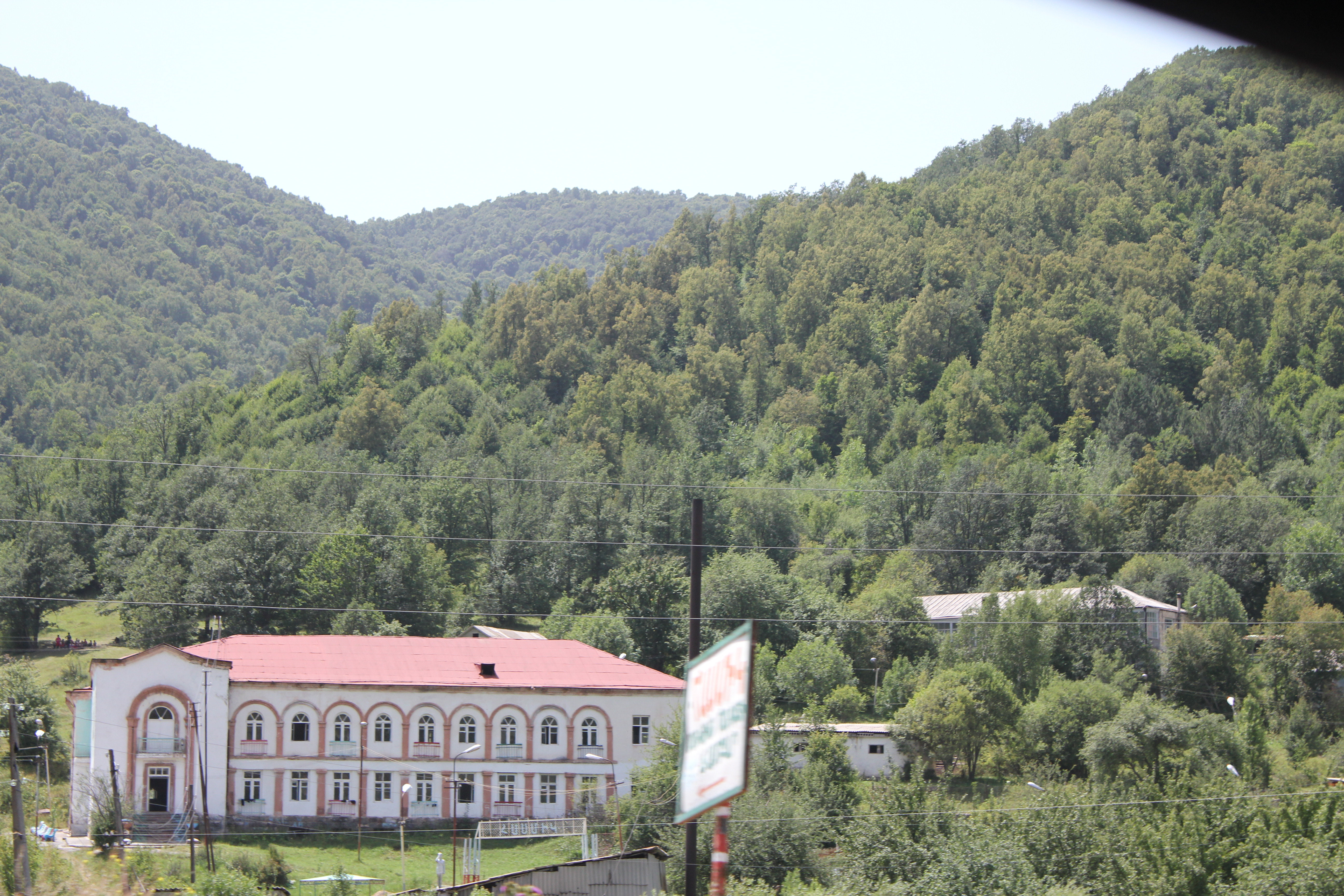
Близ села Анкаван
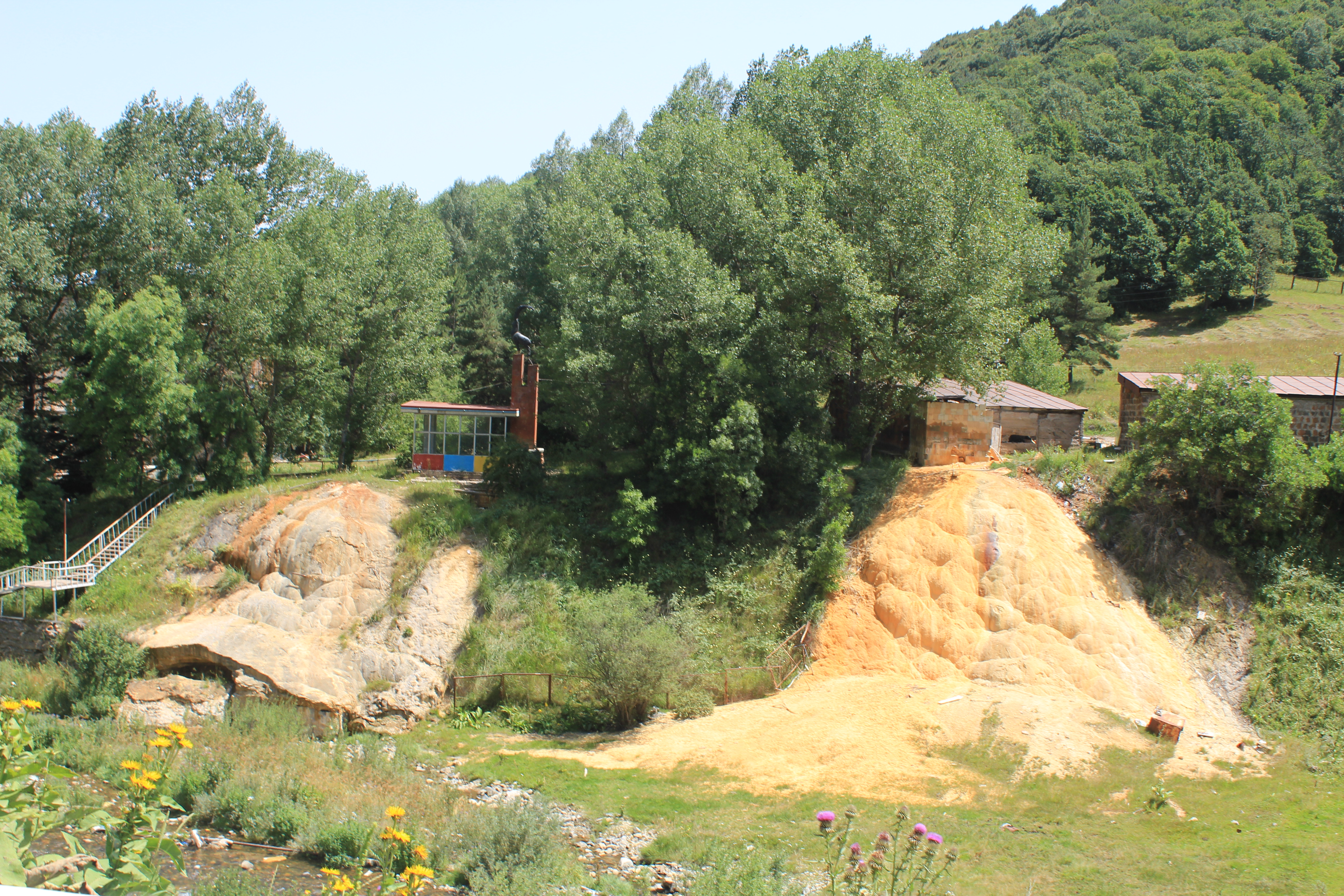
Источник

По обоим берегам реки Мармарик развиты современные алювиальные осадочные пласты минеральных источников (травертины и араготины).
Вследствие активного тектонического движения в высшетретичном периоде образовался Мисханайский разлом и ряд дополнительных разломов, к которым и относят исходы минеральных источников.
Все крупные и малые разломы совпадают с устьем реки Мармарик. Район богат не только источниками минеральных, но и сладковатых вод. Сладковатые воды данного района отличаются незначительной жесткостью, низкой минерализацией (до 200 миллиграммов на каждый литр) и низкой температурой (10 °C).
Минеральные источники Анкаванского района территориально и частично по своим физико-химическим свойствам делятся на две группы: анкаванские и мармарикские.
Анкаванские минеральные родники выходят на поверхность земли в районе села Анкаван. Зарегистрировано 9 самоизвергающихся выходов минеральных источников, общий водообъем которых составляет 45 500 литров в день.
Мармарикская группа минеральных источников выходит на поверхность земли на расстоянии полкилометра от села Анкаван, вниз по течению Мармарика примерно на расстояние примерно в один километр.
Из-за 19 произведенных раскопов у истоков этих родников большинство естественных исходов высохло.
В настоящее время извергается три основных источника (№ 4, № 14, № 17), общий водообъем которых превышает 2 миллиона литров в день, что может обеспечить все будущие потребности санатория, также как её бутылочный розлив.
Анкаванские минеральные воды термальные, вкусные, бесцветные, прозрачные, лишены посторонних запахов и вкусов.
Воды указанных минеральных источников принадлежат к группе вод с умеренной минерализацией. Их общая минерализация составляет 6,3 г/л. По своему химическому составу они углекислые, гидрокарбонат-хлорид-натрий-кальций-магниевые воды, со значительным содержанием железа (15—25 мг/л в виде двузначного железа). Минеральная вода содержит в себе также определённое количество микроэлементов: стронция, лития, фтора, меди, марганца, молибдена, йода, брома и т. д., которые значительно повышают целебные свойства воды.

## История
Село, изначально носившее название Мисхана, было издавна известно как место добычи медной руды. Наличие здесь остатков медных рудников отмечал И. А. Гюльденштедт, посетивший в 1771 году покинутую к тому времени Мисхану. Также он описывает располагающиеся относительно рядом армянские деревни Калач, Кулпи и Имарети. Последняя лежит в четырёх верстах северо-восток от реки Инджа. Он отмечает что у жителей Кулпи и Мишана (Мисхана) есть свои главы — мелики. В трех верстах вверх от Кулпи на тот момент стояла большая армянская церковь Ванк со сводами, длиною в 30 и широтою в 20 шагов, построена она из плитного песчаника. В нескольких верстах от этой церкви находилась другая, не менее величественная церковь Тавар Ванк — такая же большая церковь.

В 1805 году село было заселено греками-горнопромышленниками из Гюмюшхане, приглашёнными сюда персидской администрацией. В эпоху царской России село было также известно под названием Ново-Михайловка; по состоянию на 1885 год здесь проживало 96 греков и имелась греческая церковь. В советское время село было переименовано в Анкаван. В начале 1990-х годов греческое население массово эмигрировало в Грецию. На 2012 год в селе оставались три греческие семьи.

## Население
| Год  | Численность | Численность |
| ---- | ----------- | ----------- |
| 1873 | 96          | [ 8 ]       |
| 1897 | 190         | [ 8 ]       |
| 1926 | 292         | [ 8 ]       |
| 1939 | 401         | [ 8 ]       |
| 1959 | 551         | [ 8 ]       |
| 1970 | 469         | [ 8 ]       |
| 1979 | 363         | [ 8 ]       |
| 2001 | 111         |             |
| 2011 | 116         | [ 9 ]       |